# Landsmeer
Landsmeer – gmina w Holandii, w prowincji Holandia Północna.

## Miejscowości
Den Ilp, Purmerland.